# Marcial Ayaipoma
Fernando Marcial Ayaipoma Alvarado (Lima, 8 de febrer de 1942 -) és un metge cirurgià i polític peruà.
Des del 2005 i fins al 27 de juliol de 2006 fou president del Congrés. Ha estat congressista des de l'any 2000, sempre del costat de Perú Posible. El juliol de 2005 va ser elegit president del Congrés de la República. Marcial Ayaipoma és també empresari taurí, propietari de la ramaderia La Huaca.
El seu nebot, Javier Espinoza Ayaipoma, fou candidat presidencial per Progresemos Perú l'any 2006.